# Blanné

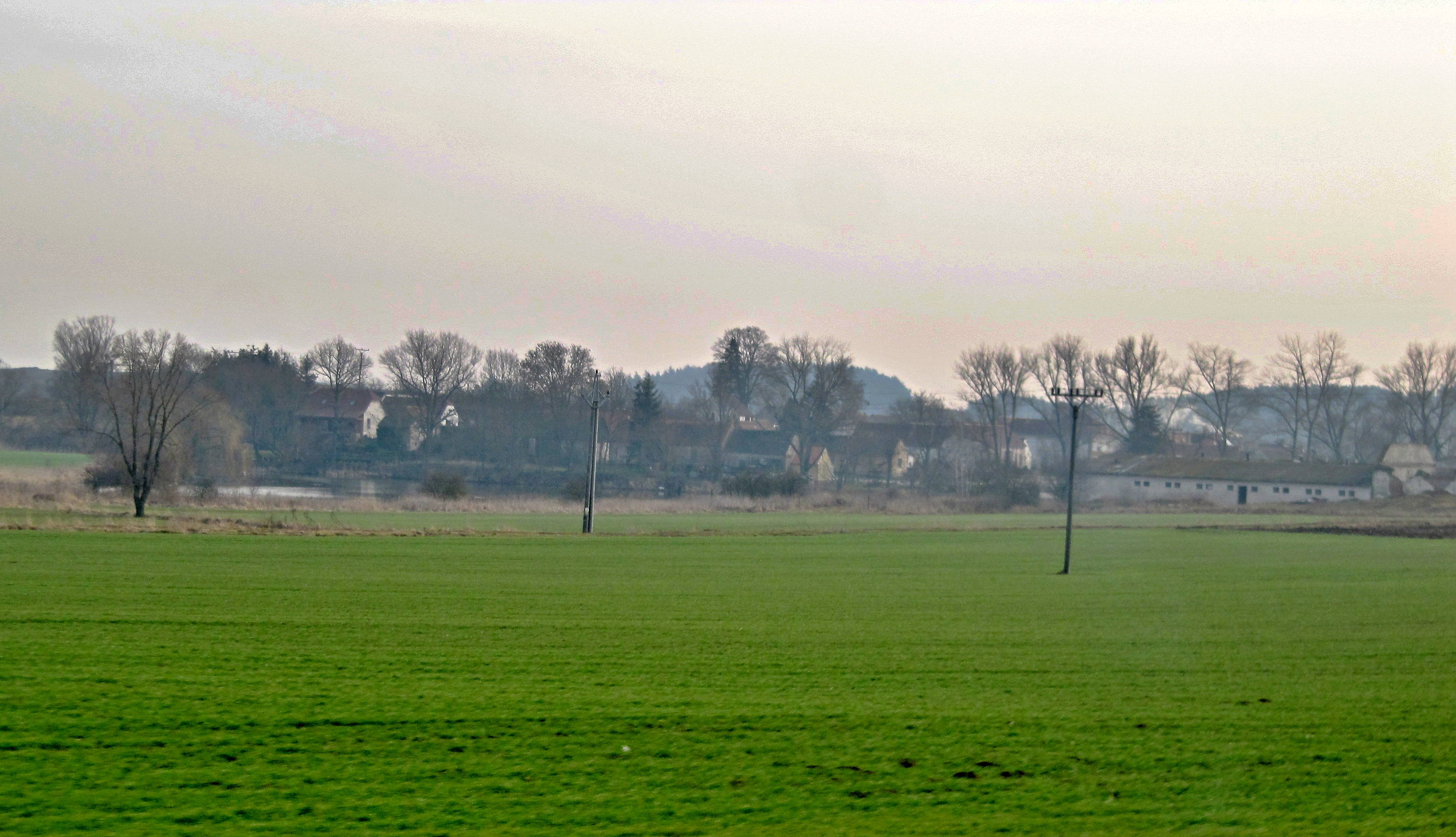
Blick von Südwesten auf Blanné

Blanné (deutsch Blann) ist eine Gemeinde in Tschechien. Sie liegt neun Kilometer südöstlich von Moravské Budějovice und gehört zum Okres Znojmo.

## Geographie
Blanné liegt linksseitig des Baches Blanenský potok in der Thaya-Schwarza-Talsenke. Am nordwestlichen Ortsausgang befindet sich der Teich Blanenský rybník, südöstlich des Dorfes der Teich Gagariňák. Gegen Osten erstreckt sich der Naturpark Jevišovka. Einen halben Kilometer westlich von Blanné verläuft die Staatsstraße I/38 (E 59) zwischen Znojmo und Jihlava, dahinter die Bahnstrecke Znojmo–Kolín.
Nachbarorte sind Zvěrkovice und Hostim im Norden, Prokopov im Nordosten, Jiřice u Moravských Budějovic und Boskovštejn im Osten, Pavlický Dvůr und Pavlice im Südosten, Grešlové Mýto im Süden, Harendy und Ctidružice im Südwesten, Blížkovice im Westen sowie Vesce und Lažínky im Nordwesten.

## Geschichte
An der Stelle des Dorfes befand sich früher die Mühle Blanský mlýn, die zum Ende des 16. Jahrhunderts Kateřina Zelená von Říčany gehörte. Nach deren Heirat mit Ladislaus von Schleinitz wurde die Herrschaft Hostim mit dem Schloss, dem Dorf und der Brauerei Hostim, den Dörfern Zvěrkovice, Blatnice, Příštpo und Radkovice sowie den Mühlen Blanský und Královec gemeinschaftlicher Besitz der Eheleute. Ladislaus von Schleinitz war eine der wichtigsten Persönlichkeiten des mährischen Ständeaufstandes und wurde nach dessen Niederschlagung wegen seiner Verdienste verschont. Die Mühle Blanský erlosch vermutlich während des Dreißigjährigen Krieges.
Im Jahre 1630 erwarb Georg/Jíří Březnický von Náchod die Herrschaft Hostim. Ihm folgte sein Sohn Leopold Ferdinand, der die Herrschaft Hostim zusammen mit dem Freigut Boskovštejn an Zdenko Bohuslav Dubský von Třebomyslice verkaufte. 1665 wurde der Marschall Jean-Louis Raduit de Souches neuer Besitzer von Hostim. Im Jahre 1669 wurde die Mühle Blanský als wüst und die Mühlstatt als mit Wald bewachsen bezeichnet.
1738 ließ der Besitzer der Herrschaft Hostim, Karl Friedrich Graf von Gatterburg, am Platz der erloschenen Mühle das Dorf Plann anlegen. Aus dem Jahre 1787 ist das älteste Ortssiegel nachweislich; das Dorf hatte einen Ortsrichter, außerdem gab es einen obrigkeitlichen Meierhof. 1798 erwarb Anton Graf Meraviglia die Herrschaft Hösting mit den zugehörigen Dörfern Blann, Boskowstein, Gröschlmaut, Irschitz, Prokopsdorf, Roskosch und Zerkowitz. 1843 bestand Blann aus 25 Häusern und hatte 179 Einwohner, die 36 Haushalte bildeten. Pfarrort war Hösting. Bis zur Mitte des 19. Jahrhunderts blieb Blann der Herrschaft Hösting untertänig.
Nach der Aufhebung der Patrimonialherrschaften bildete Blaný / Blann ab 1849 einen Ortsteil der  Gemeinde Prokopov im Gerichtsbezirk Mährisch Budwitz. Im Jahre 1850 hatte das Dorf 172 Einwohner. Den herrschaftlichen Großgrundbesitz erwarb 1858 Karl Fürst von und zu Liechtenstein von der Familie Meraviglia. 1868 wurde Blaný Teil des Bezirkes Znaim. 1877 löste sich Blaný von Prokopov los und bildete eine eigene Gemeinde. Im Jahre 1896 wurde die Gemeinde dem neugebildeten Bezirk Mährisch Budwitz zugeordnet. Nach dem Tode Rudolfs von und zu Liechtenstein wurde das Gut Hostim 1908 an Ferdinand Graf Trauttmansdorff verkauft. Im Jahre 1915 wurde die Gemeinde als Blann /Blané bezeichnet, die heutige Namensform Blanné wurde 1924 eingeführt. Nach der Auflösung des Okres Moravské Budějovice kam Blanné 1960 zum Okres Znojmo. Zwischen 1976 und 1989 war Blanné nach Hostim eingemeindet.

## Gemeindegliederung
Für die Gemeinde Blanné sind keine Ortsteile ausgewiesen. Zu Blanné gehört die Ansiedlung Harendy.

## Sehenswürdigkeiten
- Wegekreuz